# Ione Gedye
Ione Gladys Gedye (1907 – 12. listopadu 1990) byla britská průkopnice archeologické muzejní konzervace. V londýnském Archeologickém institutu (UCL Institute of Archaeology) založila konzervační oddělení památkové péče, kde pracovala několik desetiletí. Patřila také k průkopnicím televizních pořadů s archeologickou tematikou. Na londýnském archeologickém institutu vyučovala obor konzervace v letech 1937 až 1975.

## Životopis
Ione Gedye se narodila do rodiny stavebního inženýra podplukovníka Nicholase George Gedye (1874–1947) a jeho manželky Very, rozené Thompsonové. V letech 1918–1925 navštěvovala soukromou školu Francise Hollanda na Graham Terrace v Londýně. Poté studovala klasickou archeologii u Flinderse Petrieho na University College London. Během studia na univerzitě se věnovala veslování.
Společně s archeoložkami Tessou Wheelerovou a Kathleen Kenyonovou pracovala na vykopávkách v lokalitě města Verulamium. Seznámila se s prací v terénu, známou většinou jako „technická oprava“. Zjistila, že dovednosti potřebné pro tuto práci jsou rozvíjeny většinou zkušenostmi místo formálního vzdělávání. Prohloubil se i její zájem o artefakty.
Záhy se stala pracovnicí technického oddělení londýnského Archeologického institutu, který byl otevřen v roce 1937. Později vzpomínala, že značná část práce, která zde byla prováděna v prvních letech, byla převážně experimentální. Ale postupně získávali zaměstnanci nové informace, například skotský konzervátor a archeolog Harold Plenderleith (1898–1997) z londýnského Britského muzea je seznámil s principy vědecké práce. Ione Gedye navštívila také Musées royaux des Beaux-Arts de Belgique (skupina bruselských muzeí), kde získala nové zkušenosti při práci s konzervačními technikami.
Během druhé světové války se věnovala rekonstrukci pleistocenních savců. V poválečných letech 20. století byl v londýnském Archeologickém institutu nabízen studentům jednoletý konzervační kurz, kde vyučovala. Pro studenty připravila studijní materiály o ošetřování a restaurování archeologických artefaktů v terénu i v laboratoři.
Do té doby bylo konzervování archeologických materiálů především záležitostí kvalifikovaných chemiků a restaurátorů. Proto společně s archeologem Henrym W. M. Hodgeses vytvořili koncem 50. let 20. století univerzitní obor pro archeologické konzervátory. Studium kombinovalo výuku chemie, archeologie, starověkých materiálů a technologií s metodami konzervačního ošetření. Bylo doplněno odbornou praxí na archeologických i muzejních nálezech. Jako pedagožka působila v letech 1937–1975.
Na základě archivních záznamů BBC je doložena její aktivní účast společně s Delií Parkerovou a Margot Eatesovou na televizních archeologických pořadech již koncem 30. let 20. století. V roce 1937 účinkovala v pořadu „Ukázka rekonstrukce prehistorických úlomků keramiky z Maiden Castle“. Ve filmu „Electrolytic Treatment of Iron Objects“, snad z let 1954–1955 je popisována chemická reakce, kterou se ze zkorodovaných kovů elektrolýzou odstranily chloridy zodpovědné za korozi. Ione Gedye následně ve filmu předváděla tento proces na železných artefaktech v laboratorních podmínkách. Filmy nabízely pohled na archeologickou konzervaci od 30. do 60. let 20. století a dokumentovaly tak ranou historii oboru.
Ve výuce konzervace pokračovala až do svého odchodu do důchodu v roce 1975. Kurz nabízený studentům se stal tříletým studijním oborem. Podílela se také na projektu nových konzervačních laboratoří v roce 1958, když se institut přestěhoval na londýnské náměstí Gordon Square. Při odchodu do důchodu si přála, aby za nejlepší disertační práci byla udělována studentům cena. Cena byla později pojmenována jejím jménem. Jako vzpomínka na její práci visí v institutu její portrét.
Zemřela v roce 1990.